# VV del Corb
VV del Corb (VV Corvi) és un sistema estel·lar de magnitud aparent mitjana +5,27 situat a la constel·lació del Corb. En primera instància, VV del Corb pot ser resolt en dos estrelles, HD 110317 i HD 110318, separades 5,35 segons d'arc. Cadascuna d'elles és, al mateix temps, una estrella binària espectroscòpica.
HD 110317 (HR 4821 / SAO 157447), de magnitud +6,08, és una subgegant blanc-groga de tipus espectral F3IV. El període orbital d'aquesta binària és de 1,460 dies i constitueix una estrella binària eclipsant amb una variació de lluentor de 0,15 magnituds. Les dues components són més massives que el Sol, amb masses respectives de 1,46 i 1,29 masses solars.
HD 110318 (HR 4822 / SAO 157448), de magnitud +5,98, és també una subgegant de tipus F3IV. El seu període orbital, de 44,414 dies, és significativament major que el de l'altra binària. Mentre que la massa de la primària és un 29% major que la del Sol, la secundària té una massa equivalent al 64% de la massa solar.
Ambdues binàries —relativament semblants entre si— completen una òrbita al voltant del centre de masses comú cada 4.518,6 anys. El sistema té una metal·licitat comparable a la del Sol ([Fe/H] = +0,06) i la seva edat s'estima en 1.200 milions d'anys. S'hi troba a 279 anys llum del sistema solar.
El projecte 2MASS va permetre descobrir la presència d'una distant component, BD-12 3675 (Ross 702), també associada al sistema. De magnitud +10,5, visualment està a gairebé un minut d'arc. Té una massa de 0,48 masses solars i el seu període orbital supera els 155.000 anys.